# A Small Circle of Friends
A Small Circle of Friends è un film drammatico del 1980 prodotto dalla MGM. Il film parla della vita di tre studenti (Davis, Allen, Parker) della Università di Harvard negli anni sessanta.